# Сан Микеле деј Мукијети (Модена)
Сан Микеле деј Мукијети (итал. San Michele dei Mucchietti) је насеље у Италији у округу Модена, региону Емилија-Ромања.
Према процени из 2011. у насељу је живело 1649 становника. Насеље се налази на надморској висини од 179 м.